# Квитковое (Тернопольская область)
Квитковое (укр. Квіткове) — село в Саранчуковской сельской общине Тернопольского района Тернопольской области Украины.
До 2020 года входило в Бережанский район.
Код КОАТУУ — 6120486702. Население по переписи 2001 года составляло 243 человека.

## Географическое положение
Село Квитковое находится в долине Сюлко, на расстоянии в 1,5 км от села Тростянец.
По селу протекает пересыхающий ручей с запрудой.

## История
- 1455 год — дата основания.

## Объекты социальной сферы
- Школа I ст.
- Фельдшерско-акушерский пункт.